# Gare de Basmane
La gare de Basmane (en turc : Basmane Garı) est une gare historique interurbaine située à Izmir, en Turquie. La gare de Basmane a été ouverte le 25 octobre 1866.

## Service des voyageurs

### Intermodalité
Depuis mai 2000, Basmane dispose d'une station de la ligne 1 du métro d'Izmir.

## Patrimoine ferroviaire